# Discothyrea kamiteta
Discothyrea kamiteta is een mierensoort uit de onderfamilie van de Proceratiinae. De wetenschappelijke naam van de soort is voor het eerst geldig gepubliceerd in 1999 door Kubota & Terayama.